# Everhardus Johannes Potgieter
Everhardus Johannes Potgieter (Zwolle, 27 juni 1808 – Amsterdam, 3 februari 1875) was een Nederlands schrijver en dichter. Hij richtte in 1837 het progressief-liberale weekblad De Gids op. 

## Leven

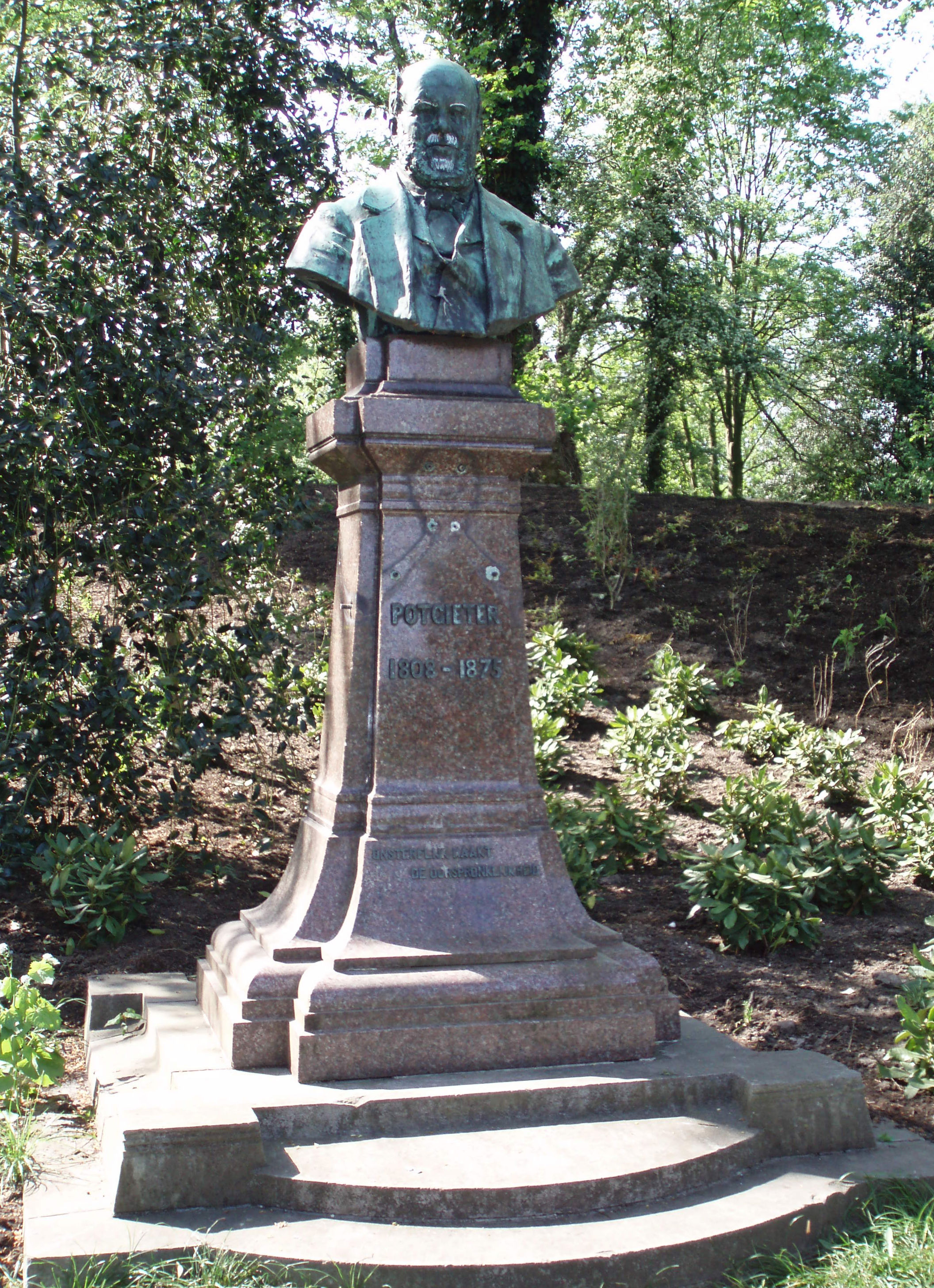
Standbeeld van Potgieter in Zwolle

Potgieter woonde tot 1821 bij zijn ouders in Zwolle. Daarna vertrok hij naar zijn tante Wilhelmina van Ulsen in Amsterdam om opgeleid te worden in de lederhandel. Van 1827 tot de Belgische Revolutie van 1830 was Potgieter werkzaam op een handelskantoor in Antwerpen. In Antwerpen maakte hij kennis met literaire kringen, mede onder invloed van Jan Frans Willems. Tussen april 1831 en december 1832 bracht hij een jaar in Zweden door. Zijn verblijf in Zweden was de directe aanleiding voor zijn literaire debuut (Het Noorden, in omtrekken en tafereelen). Vanaf begin 1833 was hij woonachtig in Amsterdam.
Met Reinier Bakhuizen van den Brink, Aarnout Drost en Jan Pieter Heije gaf hij in de periode 1833-1836 het blad De Muzen, Nederlandsch tijdschrift voor de beschaafde en letterkundige wereld uit, waarvan uiteindelijk zes afleveringen verschenen. Onder zijn redactie verscheen van 1838 tot en met 1840 het [Letterkundig] jaarboekje Tesselschade in Amsterdam bij Hendrik Frijlink. Daarop volgde het invloedrijke maandelijkse tijdschrift De Gids waarvan hij redactielid was van 1837 tot 1865. Hij was tevens een van de meest actieve medewerkers en publiceerde vele commentaren en gedichten onder diverse pseudoniemen, veelal als W.D-s, een hommage aan de letterkundige en dichter W.A. Dwars. De Gids was aanvankelijk hoofdzakelijk een kritisch tijdschrift, met vertalingen en oorspronkelijk werk geïllustreerd door prenten.
Potgieter nam afscheid van De Gids in 1865. De directe aanleiding was een controverse over enkele artikelen van Conrad Busken Huet, die vanaf 1863 bijdragen schreef. Potgieter, die Huet bij het blad betrokken had, koos de zijde van Huet in een strijd met de overige redacteuren. Huet zag zich in 1865 genoodzaakt zijn ontslag in te dienen, en werd gevolgd door Potgieter.
Na zijn vertrek bij De Gids ondernam hij met Huet in 1865 een reis naar Florence, om de Dante-feesten (ter gelegenheid van diens 600e geboortedag) bij te wonen. Een en ander is beschreven in Florence.

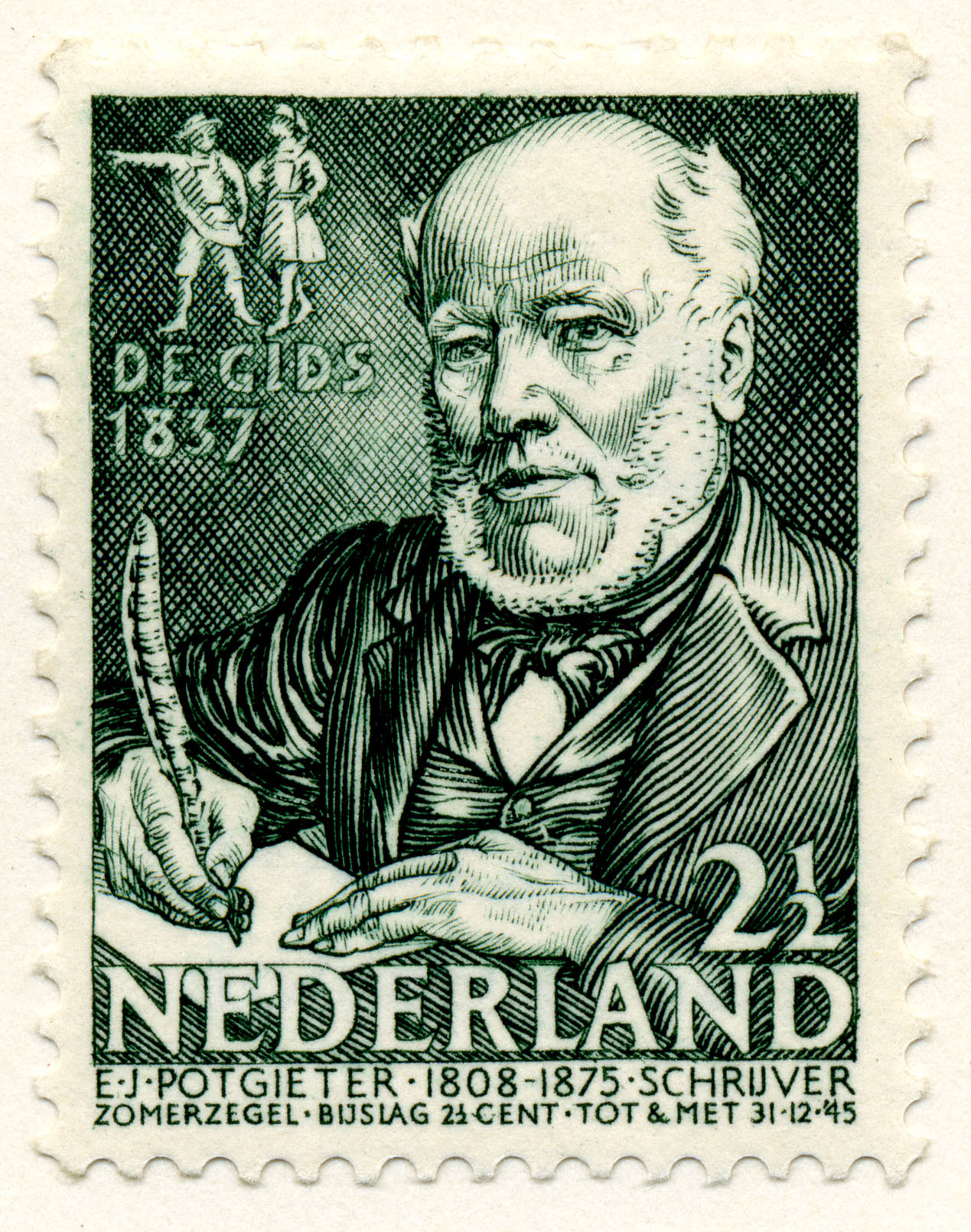
Potgieter op de zomerzegels van 1940

De laatste fase van zijn leven besteedde Potgieter aan de poëzie en aan een biografie van Bakhuizen van den Brink (1870). Hij woonde toen in het pand Leliegracht 25, waar na zijn dood een buste werd geplaatst. Hij ligt begraven op de Nieuwe Oosterbegraafplaats in Amsterdam. Daar is zijn graf in 2014 gerestaureerd in opdracht van het Prins Bernhard Cultuur Fonds en de Koninklijke Boekverkopersbond.
In zijn geboortestad Zwolle is het park Potgietersingel naar hem genoemd, en er is ook een standbeeld van de schrijver te vinden. In verschillende steden en dorpen in Nederland, zoals in Amsterdam, Bloemendaal, Gouda (2x), Den Haag, Haarlem, Heiloo,  Hilversum, Leiden (Potgieterlaan), Nijverdal, Utrecht, Vlaardingen, Voorburg en Zandvoort, zijn er straten naar hem vernoemd.

## Gedachtegoed
Potgieters werk is over het algemeen kritisch en heeft een melancholische stemming. Zijn zienswijze wordt wellicht het beste getypeerd door zijn bewondering van de Nederlandse maatschappij in de Gouden Eeuw (met name in Het Rijksmuseum) en zijn strijd tegen de trage 19e-eeuwse volksgeest. Hij introduceerde het personage Jan Salie, een personificatie van de 19e-eeuwse lamlendigheid (in Jan, Jannetje en hun jongste kind). Zijn favoriet onder de Nederlandse klassieke schrijvers was P.C. Hooft, die hij qua stijl vaak imiteerde.

## Werk
- 1836-1840 - Het Noorden in omtrekken en tafereelen[a]
- 1837 - Marten Harpertsz. 1607-1609 (in: De Gids, 1837; apart uitgegeven door de Wereldbibliotheek-vereeniging, 1942, 72 p.)[b]
- 1840 - Liedekens van Bontekoe[c]
- 1841 - Albert[d]
- 1842 - Jan, Jannetje en hun jongste kind[e]
- 1844 - Het Rijksmuseum te Amsterdam[f]
- 1856 - Het uurwerk van 't Metalen Kruis[g]
- 1864-1895 - Proza 1837-1845 (2 delen)[h]
- 1867 - Florence[i]
- 1868 - Poëzy 1832-1868[j]
- 1875 - Gedroomd paardrijden[k]
- 1875 - Poëzy II
- 1875 - Poëzy 1827-1874
- 1875-1876 - Schetsen en verhalen[l][m][n]